# Börcsök Andor
Börcsök Andor (Martonvásár, 1872. december 22. – Budapest, Kőbánya, 1938. november 4.) jogász, jogi író.

## Életútja
Börcsök Antal uradalmi ispán és Kreutziger Katalin fia. 1896-ban szerezte jogtudományi doktori oklevelét a budapesti tudományegyetemen, 1898-ban tette le az ügyvédi vizsgát. 1898 és 1921 között az Igazságügyi Minisztérium tisztviselője volt, ahol 1912–13-ban ún. törvényszéki betétszerkesztő bíró, majd 1913 és 1921 között a birtokrendezési és telekkönyvi osztályt vezette. 1915–17-ben ítélőtáblai bíró, 1917 és 1921 között miniszteri tanácsos. 1921 és 1938 között látta el az Országos Földbirtokrendező Bíróság (OFB) másodelnöki tisztét. 1910 és 1938 között a budapesti József Műegyetemen a földbirtok, birtokrendezés, telekkönyvi jog meghívott előadó tanára volt. Halálát tüdővizenyő, asztma okozta. 
Felesége Marschan Mária Vanda volt, akit 1900. április 28-án Budapesten vett nőül.

## Fontosabb művei
- Az Igazságügyi Minisztérium gyakorlata örökbefogadási ügyekben. (Jogállam, 1902)
- Erdélyrészi birtokrendezés. Jogszabályok. Sebess Dénessel. (Budapest, 1908)
- Magyarországi birtokrendezés. Érvényben lévő jogszabályok. Sebess Dénessel. (Budapest, 1909)
- A telepítésről, az ingatlan-feldarabolásról, és egyéb birtokpolitikai intézkedésekről szóló törvényjavaslat. (Jogállam, 1909)
- A tagosítási eljárás alapelvei. (Jogtudományi Közlöny, 1909)
- A tagosításról. (Jogállam, 1909)
- A közbirtokossági és a volt úrbéres közösségek. (Jogállam, 1910)
- Magyar telekkönyvi jog. Szerk. Sebess Dénessel. I–II. köt. (Budapest, 1912)
- Törvény az osztatlan közös legelőkről. 1913. évi X. törvénycikk. (Budapest 1913)
- Az ingatlanok forgalmáról szóló rendeletek. (Budapest, 1918)
- Az ingatlanokra vonatkozó jogviszonyok szabályozása. (Jogtudományi Közlöny, 1918)
- Birtokrendezés. (Földmérési és többtermelési enciklopédia. Budapest, 1919)
- Telekkönyvi jog. B. A. előadásai nyomán. (Budapest, 1930)